# Trombó alt
El trombó alt és un instrument de vent-metall, segons la classificació Hornbostel-Sachs, aeròfon de columna que pertany al grup de les trompetes cromàtiques, que consisteix en un cos bàsicament cilíndric, tret del pavelló, que té forma de campana i que incorpora una peça, la vara o colissa, que permet, mitjançant un lliscament, modificar la longitud del seu tub. La colissa substitueix en aquest cas la funció que en altres instruments, com la trompeta, fan les vàlvules o pistons.
El trombó alt forma part de la família del trombó, essent el segon instrument més agut de la família, situat entre el trombó soprano (o trompeta de vares) i el trombó tenor, més comú. Va tenir el seu període d'esplendor durant el classicisme, on fou profusament utilitzat per Mozart i Haydn, inclús com a instrument solista, per posteriorment ser desplaçat pel trombó tenor en l'orquestra romàntica.

## Característiques
El trombó alt és un tipus de trombó que s'enquadra en el registre contralt de l'espectre harmònic. Usualment està afinat en mi bemoll, tot i que, com el seu germà gran, el trombó tenor, alguns dels dissenys més modern incorporen ja un transpositor que permet tocar en fa. Morfològicament, es tracta d'un instrument format per dos cossos: un on es troba la bomba d'afinació, i l'altre on es troben les vares interiors i la vara exterior, que consisteix en un tub cilíndric doblegat sobre ell mateix que, encaixat fora de les vares interiors, augmenta o disminueix la logitud de l'instrument afectant per tant l'afinació.
Aquesta vara té també set posicions com la del trombó tenor, tot i que per la seva grandària es troben molt més properes entre si que les corresponents en el trombó tenor o el trombó baix. Com en tots els instruments de vent-metall, cadascuna de les posicions produeix una sèrie d'harmònics sobre una nota fonamental que contenen les notes que l'intèrpret ha d'encertar jugant amb la pressió d'aire i l'embocadura. En un trombó alt afinat en mi bemoll, la primera posició correspondria a aquesta nota i els seus harmònics, baixant un semitò en cada posició fins a arribar a la setena, on la fonamental és un la.

## Història
El trombó alt descendeix del renaixentista sacabutx, un instrument morfològicament quasi idèntic al trombó, tan sols diferenciant-se per una dimensió més petita del diàmetre dels tubs així com del pavelló. Com els trombons moderns, existien sacabutxos baixos, tenors i alts, estant aquests última afinats en re.
Durant el barroc va tenir una presència important i va ser utilitzat per diversos autors, com ara Haendel o Henry Purcell. L'instrument va evolucionar fins a assolir la seua forma definitiva al classicisme. En quant al trombó alt, és en aquest període on s'utilitza més. Té un paper especialment significatiu a la música sacra, on sempre s'havia utilitzat juntament la resta de la família de trombons o sacabutxos per doblar la veu humana. Haydn l'empra a ''La Creació'' (1789) i W.A. Mozart en diverses obres sacres, com la ''Missa Solemnis'' (K 139/47a), ''Missa en do menor'' (K 427/417a), el ''Rèquiem'' (K 626), i en les òperes ''Don Giovanni'' (K 527) i ''La flauta màgica'' (K 620), dins el context de l'anomenada «tríada de trombons» que incloïen un trombó alt, un tenor i un baix.
Les parts per a trombó alt d'aquesta època, i així seria fins ben entrat el segle xix, estaven escrites en re, i hom s'estranya en veure una transposició tan poc habitual per a un instrument afinat en mi bemoll. No obstant, cal especificar que a l'època s'utilitzaven dos diapasons: un vibrant a 415 herzis i altre a 466, és a dir, mig to per baix i mig to per dalt del que es fa servir en l'actualitat (440/442), per la qual cosa realment molts passatges de trombó alt que actualment es pensa estan escrits en re, ho estaven realment en mi bemoll.
Fou al romanticisme quan el trombó alt començà a perdre protagonisme. La introducció de trombons a les orquestres, que a poc a poc va esdevenir l'agrupació principal de l'instrument i substituir els conjunts de música sacra, provocà que el trombó alt va ser desplaçat, ja que a l'orquestra existien altres instruments (principalment, les trompes) que ja complien eixa funció en eixe registre. Així, la tríada de trombons va ser substituïda per dos trombons tenors i un trombó baix (la disposició que utilitzà Beethoven al introduir per primera vegada l'instrument en una simfonia, la 5a simfonia), o directament per tres trombons tenors, establint-se aquest membre de la família com el principal.

## Repertori
Repertori solista:
- Beethoven, Ludwig Van: ''Drei Equale''
- Mozart, Leopold: Concert per a trombó alt i orquestra.

Repertori orquestral destacat:
- Berlioz, Hector: ''Grande symphonie funèbre et triumphal'', Orasion funèbre
- Mozart, Wolfgang Amadeus: ''Rèquiem'' (K 626)
- Haydn, Joseph: ''La Creació'' (Oratori)